# مقاطعة جاسبر (تكساس)
مقاطعة جاسبر (بالإنجليزية: Jasper  County)‏ هي إحدى المقاطعات في ولاية تكساس، الولايات المتحدة الأمريكية، يبلغ عدد سكانها 35,710 نسمة طبقا لإحصاء عام 2010م.

موقع المقاطعة في ولاية تكساس